# Insel Range
Die Insel Range ist eine Gebirgskette eisfreier, abgeflachter Berggipfel im ostantarktischen Viktorialand. Sie trennt das McKelvey Valley vom Balham Valley.
Teilnehmer einer von 1958 bis 1959 durchgeführten Kampagne der Victoria University’s Antarctic Expeditions benannten sie nach ihrem inselartigen Erscheinungsbild.

## Weblinks

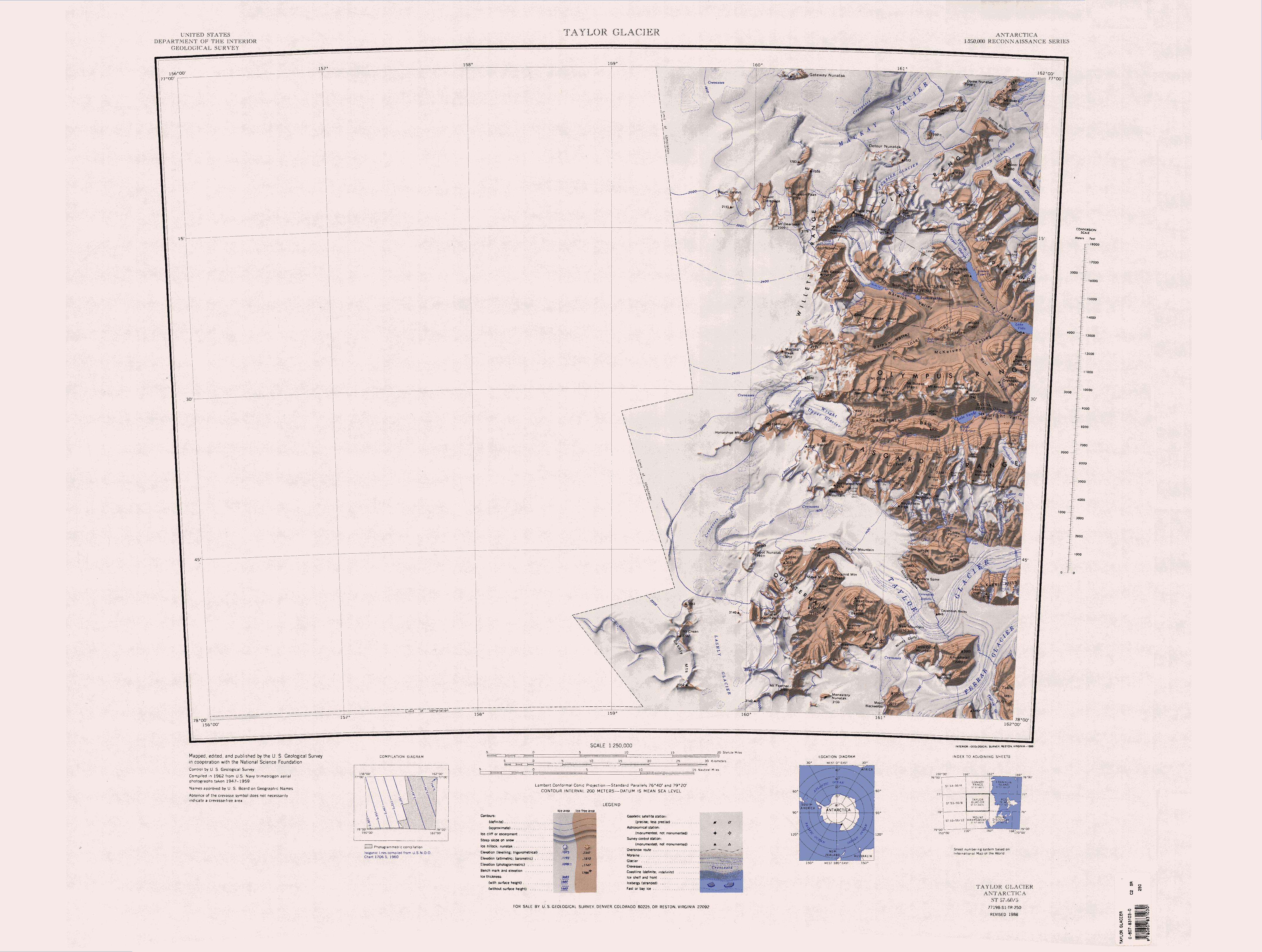
Topographisches Kartenblatt Taylor Glacier mit der Insel Range im nordöstlichen Viertel